# Paepalanthus petraeus
Paepalanthus petraeus är en gräsväxtart som beskrevs av Friedrich August Körnicke. Paepalanthus petraeus ingår i släktet Paepalanthus och familjen Eriocaulaceae. Inga underarter finns listade i Catalogue of Life.